# Air Force Falcons

Air Force Falcons Logo

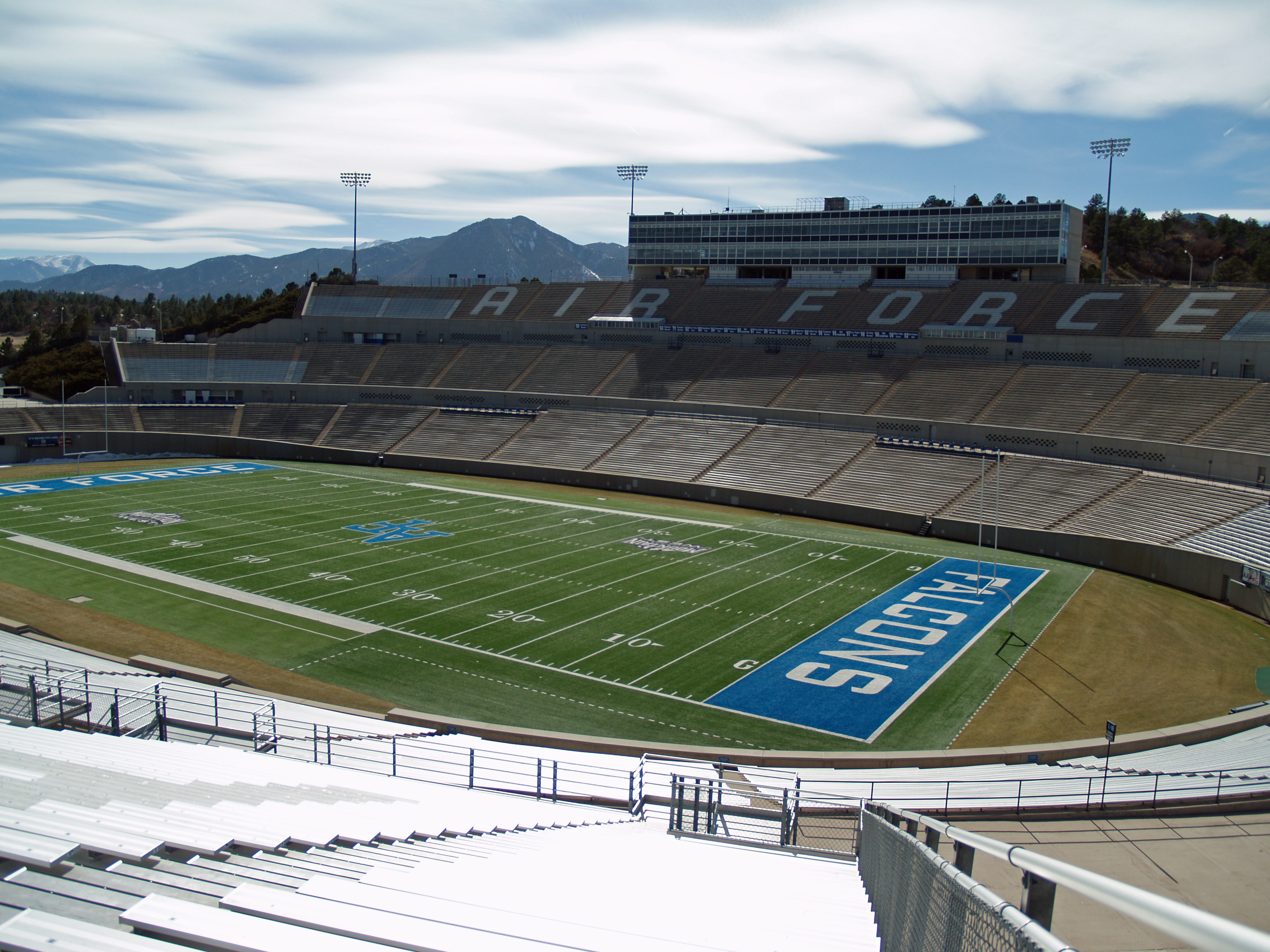
Air Force American-Football-Stadion

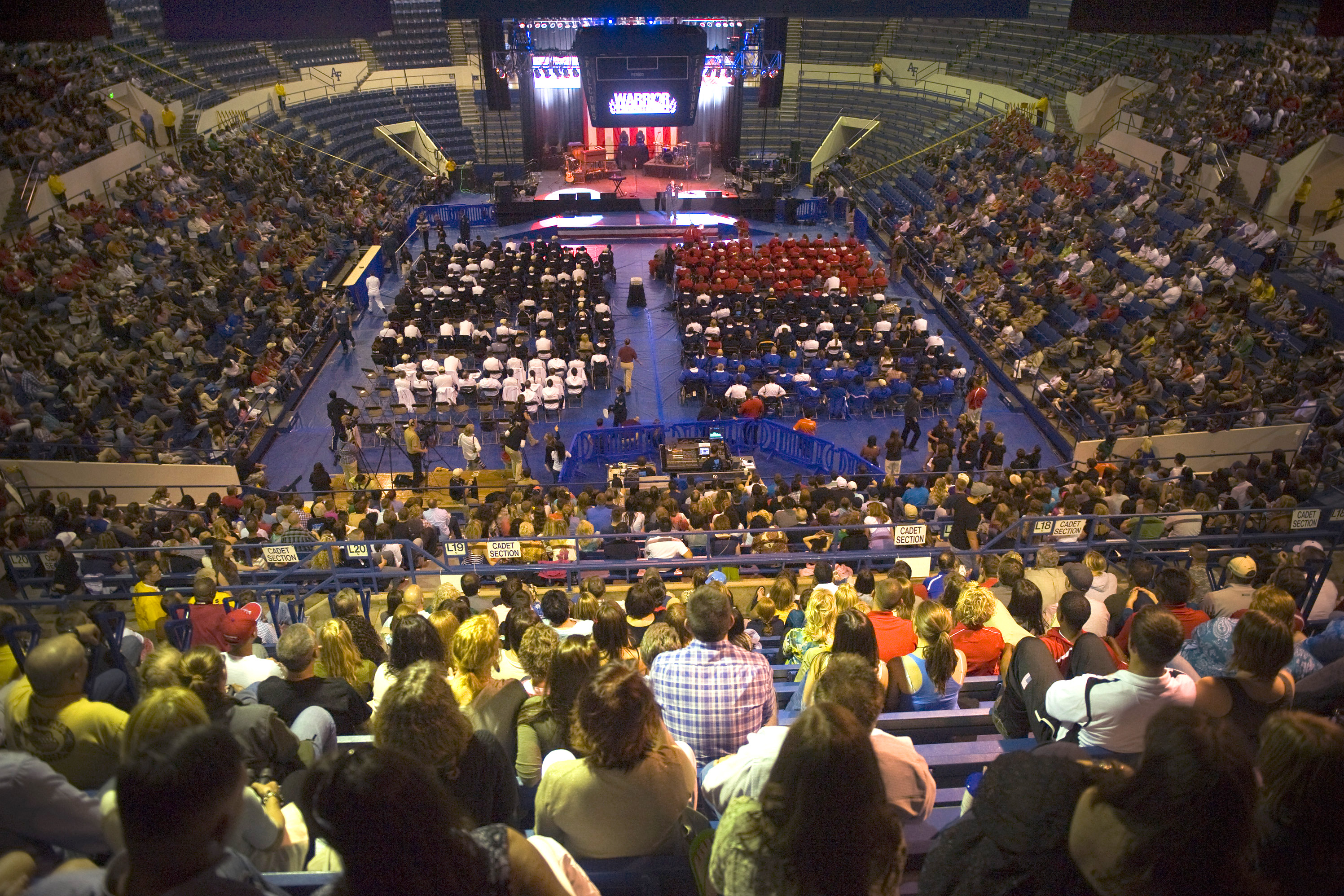
Air Force Basketball-Arena

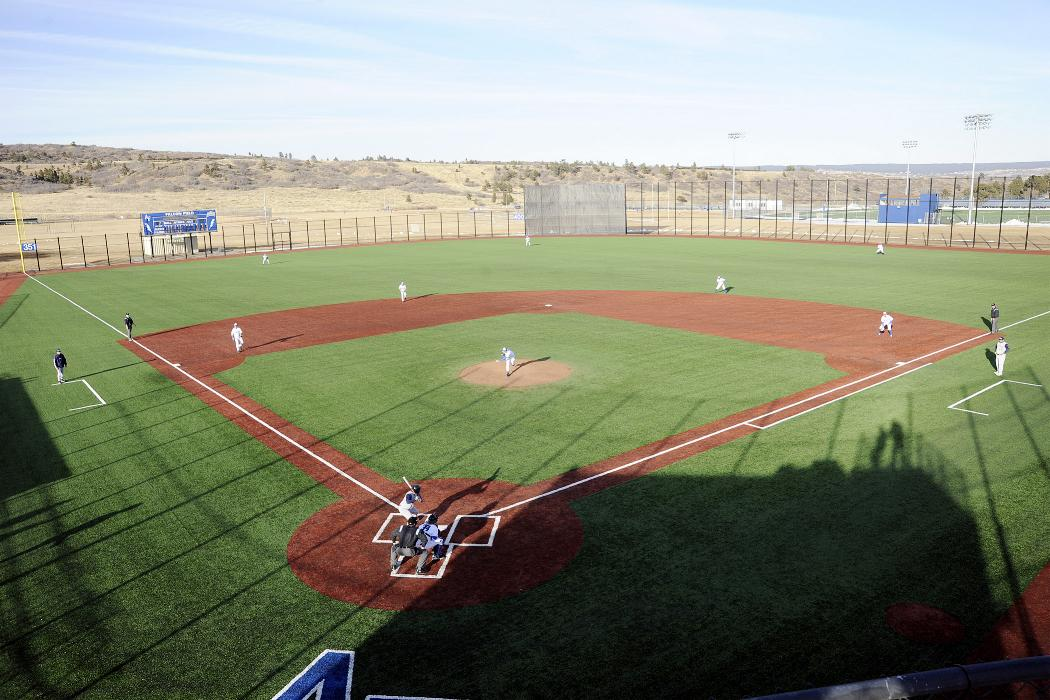
Air Force Baseballfeld

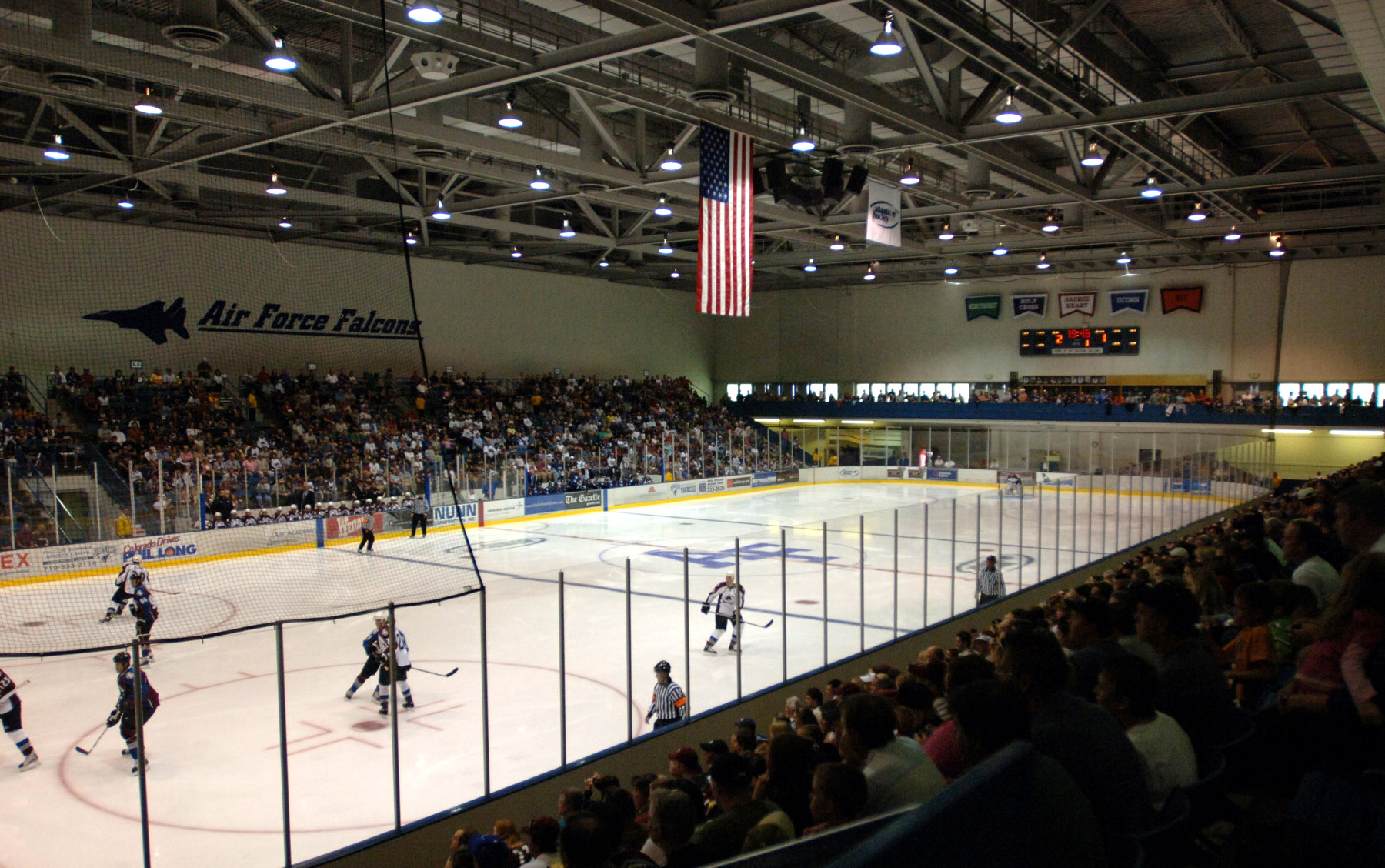
Air Force Eishockey-Arena

Die  Air Force Falcons sind die Sportteams der United States Air Force Academy. Die 26 verschiedenen Sportteams nehmen an der NCAA Division I als ein Mitglied der Mountain West Conference, Mit Ausnahme der Eishockey-Mannschaft, die in der Konkurrenz Atlantic Hockey Konferenz.

## Sportarten
Die Falcons bieten folgende Sportarten an:
Herren Teams
- Baseball
- Basketball
- Boxen
- Crosslauf
- American Football
- Golf
- Gymnastik – Mitglied der Mountain Pacific Sports Federation
- Eishockey – Mitglied der Atlantic Hockey America
- Lacrosse – Mitglied der Atlantic Sun Conference
- Fußball – Mitglied der Western Athletic Conference
- Schwimmsport & Wasserspringen – Mitglied der Western Athletic Conference
- Tennis
- Leichtathletik
- Wasserball – Mitglied der West Coast Conference
- Freistilringen – Mitglied der Big 12 Conference

Frauen Teams
- Basketball
- Crosslauf
- Gymnastik
- Fußball
- Schwimmsport & Wasserspringen
- Tennis
- Leichtathletik
- Volleyball

Männer und Frauen-Teams
- Fechten – Unabhängig
- Sportschießen – Mitglied der Patriot Rifle Conference

## Bekannte ehemalige Spieler

### Basketball
- Gregg Popovich; San Antonio Spurs (1996– )